# Claudio Lolli
Claudio Lolli (né le 28 mars 1950 à Bologne et mort le 17 août 2018 dans la même ville) est un chanteur, auteur-compositeur-interprète, poète, écrivain et professeur de lycée Italien.

## Biographie
Claudio Lolli est né le 28 mars 1950 à Bologne. Ses premières expériences musicales ont commencé au début des années 1970 dans l'Osteria delle Dame de Bologne. Francesco Guccini l'a introduit dans la compagnie de musique EMI Italiana, qui a édité ses quatre premiers albums de 1972 à 1976. Les thèmes de ses albums sont les questions politiques, comme l'album Un uomo in crisi, suit les événements de la vie d'Antonio Gramsci, mais aussi dans l'événement personnel de la vie, comme la chanson Quando la morte avrà (Quand la mort viendra).
Ses principaux succès sont les chansons Ho visto anche degli zingari felici, Aspettando Godot, Michel, Quando la morte avrà, Quanto amore, Borghesia, qui sont reconnues comme des chansons classiques de la musique populaire italienne des années 1970.
Il a commencé sa carrière d'écrivain au début des années 1980 et il a écrit cinq romans en vingt ans. Antipatici antipodi, son premier ouvrage, que Claudio Lolli a commencé à écrire en 1972, a été publié en 1997.
Après des années de silence, au seuil de ses soixante-dix ans, il remporte en 2017 le Targa Tenco (it) dans la catégorie « Meilleur disque de l'année » avec l'album Il grande freddo, sujet d'un web crowdfunding.
Claudio Lolli est mort subitement à Bologne le 17 août 2018.

## Discographie

### 45 tours
- Aspettando Godot/Michel (1972)
- Un uomo in crisi/La guerra è finita (1973)
- Analfabetizzazione/I giornali di marzo (1977)

### Albums
- Aspettando Godot (1972)
- Un uomo in crisi. Canzoni di morte. Canzoni di vita (1973)
- Canzoni di rabbia (1975)
- Ho visto anche degli zingari felici (1976)
- Disoccupate le strade dai sogni (1977)
- Extranei (1980)
- Antipatici antipodi (1983)
- Claudio Lolli (1988)
- Nove pezzi facili (1992)
- Intermittenze del cuore (1997)
- Viaggio in Italia (1998)
- Dalla parte del torto (2000)
- La terra, la luna e l'abbondanza [live] (2002)
- Ho visto anche degli zingari felici [live] (2003)
- La via del mare [live] (2005)
- La scoperta dell'America (2006)

### Anthologies
- Piazza... strade... sogni, 1995
- Collezione, 2001
- Made in Italy, 2004
- Studio collection, 2005
- Claudio Lolli: the best of platinum, 2007

## Ouvrages
- (it) L'inseguitore Peter H. – Il lavoro editoriale, 1984
- (it) Giochi crudeli – Transeuropa, 1990
- (it) Nei sogni degli altri – Marsilio, 1995
- (it) Antipatici antipodi – 1972–1997, City lights Italia, 1997
- (it) Rumore rosa – Stampa Alternativa, 2004,  (ISBN 88-7226-827-3)